# Duplicitat (pel·lícula de 2005)
Duplicitat (títol original en francès, Trouble) és una pel·lícula de thriller franco-belga coescrita i dirigida per Harry Cleven , estrenada el 2005. Ha estat doblada al català.

## Argument
Matyas, un fotògraf orfe, va formar una família amb Claire. Durant una citació a un notari per a una herència, es va assabentar de l'existència d'un germà bessó, Thomas. Aleshores intentarà reconstruir la seva infantesa que amaga un fosc secret.

## Repartiment
- Benoît Magimel : Matyas / Thomas
- Natacha Régnier : Claire
- Olivier Gourmet : el pare
- Nathan Lacroix : el petit Pierre
- Christian Crahay : el notari
- Patrick Descamps : el director de l'orfenat
- Hannah Novak : Elina
- Benjamin Engelman : Matyas infant
- David Engelman : Thomas infant
- Sabrina Leurquin : l'infermera de la casa de repòs

## Distincions

### Premis
- Festival de Gérardmer 2005 :[4]
  - Gran premi del festival
  - Preu carrer 13
- XXXVIII Festival Internacional de Cinema Fantàstic de Catalunya : Premi Méliès d'argent al millor llargmetratge[5]

### Nominacions i seleccions
- Festival Internacional de Cinema Francòfon de Namur 2005: selecció « Focus cinéma belge »
- Festival de Cinema Francès al Japó 2006: selecció oficial
- Premi Joseph-Plateau 2006: al millor guió belga